# أفضل هداف دولي في العالم 1989
قائمة هدّاف العالم لعام 1989 بحسب ما أعلن الاتحاد الدولي لتاريخ وإحصائيات كرة القدم، وجاءت القائمة لابراز الهدافين خلال العام، كما هو موضح في الجدول التالي .
| التصنيف | لاعب           | البلد    | الإجمالي | اهدافه في المنتخب | اهدافه في الاندية | النادي  |
| ------- | -------------- | -------- | -------- | ----------------- | ----------------- | ------- |
| 1       | أحمد راضي      | العراق   | 14       | 11                | 3                 | الرشيد  |
| 2       | كارلوس اغيليرا | أوروغواي | 14       | 4                 | 10                | بنيارول |
| 3       | كاريكا         | البرازيل | 12       | 6                 | 6                 | نابولي  |

## مواضيع ذات صلة
- أفضل هدّاف العالم
- كرة قدم
- رياضة